# Liste der Monuments historiques in Gerbamont
Die Liste der Monuments historiques in Gerbamont führt die Monuments historiques in der französischen Gemeinde Gerbamont auf.

## Liste der Immobilien
| Bezeichnung    | Beschreibung                       | Standort                    | Kennzeichnung | Schutzstatus | Datum | Bild           |
| -------------- | ---------------------------------- | --------------------------- | ------------- | ------------ | ----- | -------------- |
| Kapelle St-Del | Wallfahrtskapelle, bezeichnet 1715 | Route de la Chapelle (Lage) | PA00125544    | Inscrit      | 1993  | weitere Bilder |

## Liste der Objekte
| Bezeichnung                                             | Beschreibung                                                                   | Standort                     | Kennzeichnung | Schutzstatus | Datum | Bild |
| ------------------------------------------------------- | ------------------------------------------------------------------------------ | ---------------------------- | ------------- | ------------ | ----- | ---- |
| Prozessionsstab Heiliger Deicolus                       | Holz, 18. Jahrhundert                                                          | in der Kapelle St-Del (Lage) | PM88001448    | Inscrit      | 1981  |      |
| Skulptur Heiliger Gangolf                               | Holz, farbig gefasst, 18. Jahrhundert                                          | in der Kapelle St-Del (Lage) | PM88001443    | Inscrit      | 1981  |      |
| Gemälde Heiliger Lambertus                              | Ölfarbe auf Leinwand, Holzrahmen, 18. Jahrhundert                              | in der Kapelle St-Del (Lage) | PM88001445    | Inscrit      | 1981  |      |
| Hauptaltar                                              | Altartisch, Retabel und zwei Skulpturen; Holz, farbig gefasst, 18. Jahrhundert | in der Kapelle St-Del (Lage) | PM88000387    | Classé       | 1982  |      |
| Skulptur eines heiligen Bischofs                        | Holz, farbig gefasst, 18. Jahrhundert                                          | in der Kapelle St-Del (Lage) | PM88001442    | Inscrit      | 1981  |      |
| Prozessionsstab mit einem heiligen Bischof              | Holz, farbig gefasst, 18. Jahrhundert                                          | in der Kapelle St-Del (Lage) | PM88001446    | Inscrit      | 1981  |      |
| Prozessionsstab Heiliger Nikolaus                       | Holz, farbig gefasst, 18. Jahrhundert                                          | in der Kapelle St-Del (Lage) | PM88001447    | Inscrit      | 1981  |      |
| Kirchenbänke                                            | Tannenholz, 18. bis 20. Jahrhundert                                            | in der Kapelle St-Del (Lage) | PM88001438    | Inscrit      | 1981  |      |
| Skulptur Madonna mit Kind                               | Holz, farbig gefasst, 18. Jahrhundert                                          | in der Kapelle St-Del (Lage) | PM88001439    | Inscrit      | 1981  |      |
| Skulptur Johannes der Täufer                            | Holz, farbig gefasst, 18. Jahrhundert                                          | in der Kapelle St-Del (Lage) | PM88001440    | Inscrit      | 1981  |      |
| Altarkreuz und vier Altarleuchter                       | Holz, um 1715                                                                  | in der Kapelle St-Del (Lage) | PM88000388    | Classé       | 1982  |      |
| Zwei Skulpturen: Heiliger Markulf und heiliger Hubertus | Holz, farbig gefasst und vergoldet, 18. Jahrhundert                            | in der Kapelle St-Del (Lage) | PM88000389    | Classé       | 1982  |      |
| Skulptur eines segnenden Heiligen                       | Holz, farbig gefasst, 18. Jahrhundert                                          | in der Kapelle St-Del (Lage) | PM88001441    | Inscrit      | 1981  |      |
| Gemälde Notre-Dame des Ermites                          | Ölfarbe auf Leinwand, Holzrahmen, 18. Jahrhundert                              | in der Kapelle St-Del (Lage) | PM88001444    | Inscrit      | 1981  |      |